# あおば通駅

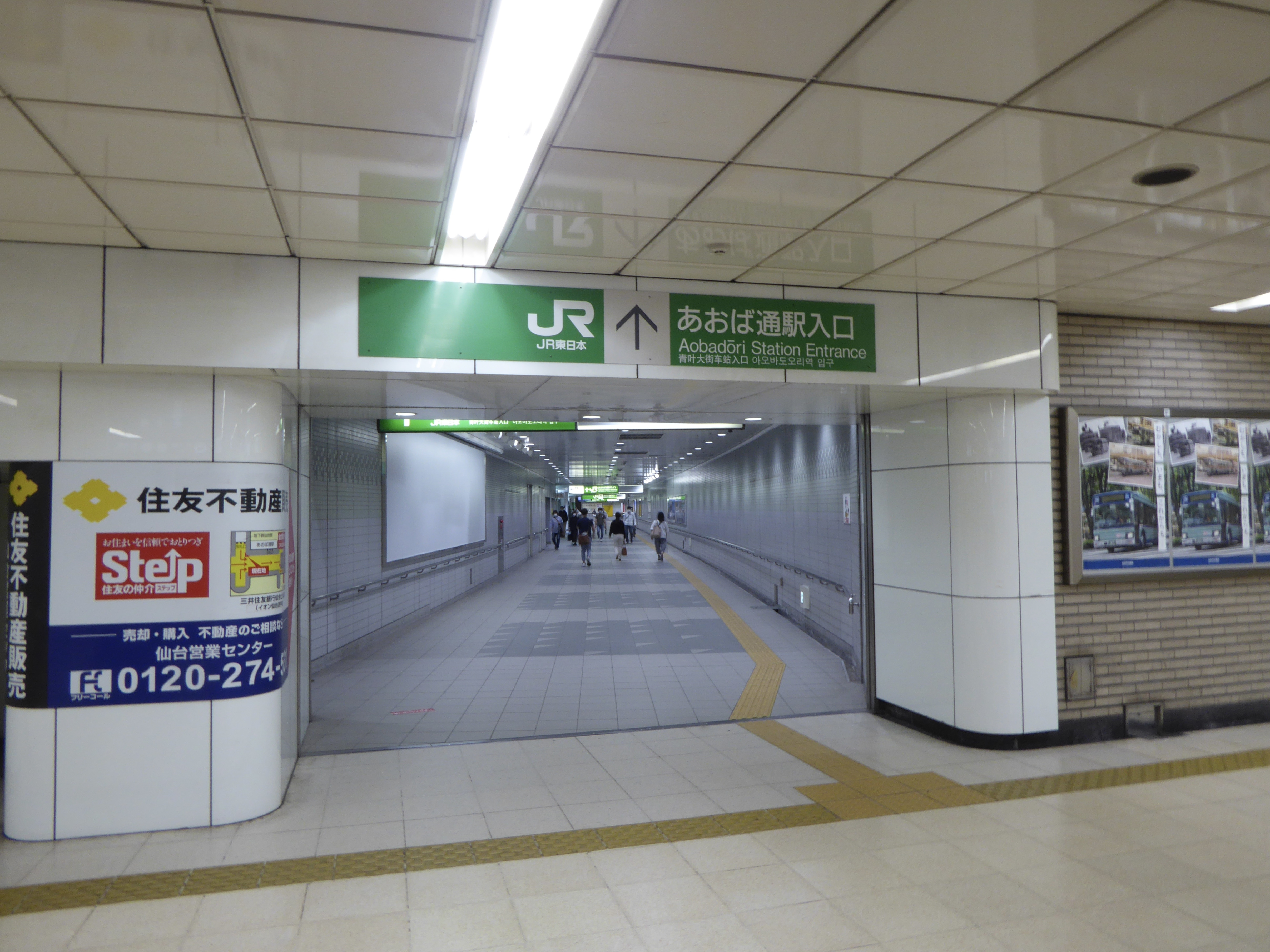
地下入口（2022年6月）

あおば通駅（あおばどおりえき）は、宮城県仙台市青葉区中央3丁目にある、東日本旅客鉄道（JR東日本）仙石線の駅である。
仙台トンネルの西端に位置する、同線の起点駅である。

## 歴史
当駅は元々仙台駅の仙石線ホームとして開業する予定であり、仙石線と新幹線・東北本線・仙山線の乗り換えは当駅で行うことが想定されていた。構想段階では現在の仙石線仙台駅付近に「仙台東口駅」を設ける案もあったが、最終的に仙石線の仙台駅を現在地に置くことが決定し、当駅は延伸区間の新駅として別の名前を付与することとなった。
当駅は「青葉通」の地下にあるが、駅名決定時に親しみやすさをもたせるために平仮名とした。なお、仙台市地下鉄東西線（2015年〈平成27年〉開業）にも青葉通の地下に「青葉通一番町駅」があるが、両駅の最も近い出口同士でも徒歩7分程度離れている。
仙台 - 苦竹間の踏切による交通渋滞問題を解消するために、1985年（昭和60年）に着工した連続立体交差事業（仙台トンネル参照）として、仙石線仙台駅の地下駅として建設された。構想段階では仙台市地下鉄東西線との直通運転を視野に入れており、連続立体交差事業の補助金が下りる区間を長くするために、当駅までをJR区間として建設された。

### 年表
- 2000年（平成12年）3月11日：仙石線の地下化および延伸と同時に開業[3]。
- 2002年（平成14年）12月15日：自動改札機を導入。
- 2003年（平成15年）10月26日：ICカード「Suica」の利用が可能となる[4]。
- 2007年（平成19年）4月1日：びゅうプラザでの海外旅行の取り扱いを廃止。
- 2010年（平成22年）
  - 3月：窓口カウンター化、みどりの窓口・びゅうプラザ一体化などのリニューアル工事が完了。
  - 4月1日：リニューアルオープンセレモニーを実施[5]。市営地下鉄のりかえ口の業務が東北総合サービスに委託となる。「びゅうプラザ仙台 あおば通店」の管轄が仙台団体旅行センターから仙台駅（びゅうプラザ仙台）となる。
- 2016年（平成28年）9月1日：「びゅうプラザ仙台」のびゅうトラベルサービス移管に伴い、「びゅうプラザ仙台 あおば通店」もびゅうトラベルサービス運営となる。
- 2017年（平成29年）10月1日：駅業務が全てJR東日本東北総合サービスに委託となる。
- 2019年（平成31年）3月30日：びゅうプラザの営業を終了。
- 2022年（令和4年）1月31日：みどりの窓口の営業を終了[6]。
- 2024年（令和6年）10月1日：えきねっとQチケのサービスを開始[1][7]。

## 駅構造
島式ホーム1面2線を有する地下駅である。JRの特定都区市内制度における「仙台市内」の駅である。
JR仙台駅とは約400メートルの距離があり、両駅および地下鉄南北線仙台駅は仙台駅東西地下自由通路で連絡している（ホーム東端には、地下鉄南北線仙台駅ホームと直通する改札〈市営地下鉄のりかえ口〉が設置されている）。なお、地下鉄東西線の仙台駅へは地下鉄南北線ホームを経由する必要があり、階層の上下を繰り返す形になるため、ややアクセスに難がある。
当駅西方にある青葉通地下道および地下鉄東西線青葉通一番町駅とは地下通路による接続は図られていないが、同駅は仙石線仙台市内区間（当駅 - 中野栄駅間）が不通となった場合の代替輸送（振替輸送）指定駅とされている。
仙台駅が管理し、JR東日本東北総合サービスが受託する業務委託駅である。直営駅時代は仙台駅管理下でありながら、駅長が配置されていた。また、営業はあおば通駅在勤の社員と、まれに仙台駅の出札・改札の各部署に所属する社員が担当していた。
2つの改札口があるが、このうちの1つは地下鉄南北線仙台駅と連絡する乗換改札口（市営地下鉄のりかえ口）である。地下1階の改札口に、自動券売機、多機能券売機、指定席券売機、自動改札機（Suica、えきねっとQチケ対応）、自動改札機が設置されている。市営地下鉄のりかえ口にはお客さまサポートコールシステムが導入されており、終日インターホンによる案内となる。また、1箇所で一方の出場と他方の入場を同時に処理する形式ではなく、JR・地下鉄各社局の自動改札機がそれぞれ単独で向かい合わせに配置され、両社局の改札の間に各社局の自動券売機が設置されている。さらに、各社局ごとに自動精算機も設置されている。
かつては改札内コンコースにKIOSKがあったが、撤去されている。

### のりば
| 番線 | 路線    | 行先               |
| ---- | ------- | ------------------ |
| 1・2 | ■仙石線 | 松島海岸・石巻方面 |

- 当駅の発車メロディは、2016年（平成28年）6月まで仙台駅在来線ホームで使用されていたさとう宗幸の『青葉城恋唄』をモチーフにした曲（榊原光裕作曲）をアレンジしたバージョンである。
- 2015年（平成27年）5月29日まで運行されていた快速列車は15時台以降、仙台方面から当駅まで乗車し、そのまま列車から降りずに目的地へ折り返し乗車するという座席確保目的の区間外乗車を防ぐため、降車終了後に一度ドアを閉める措置が取られていた。

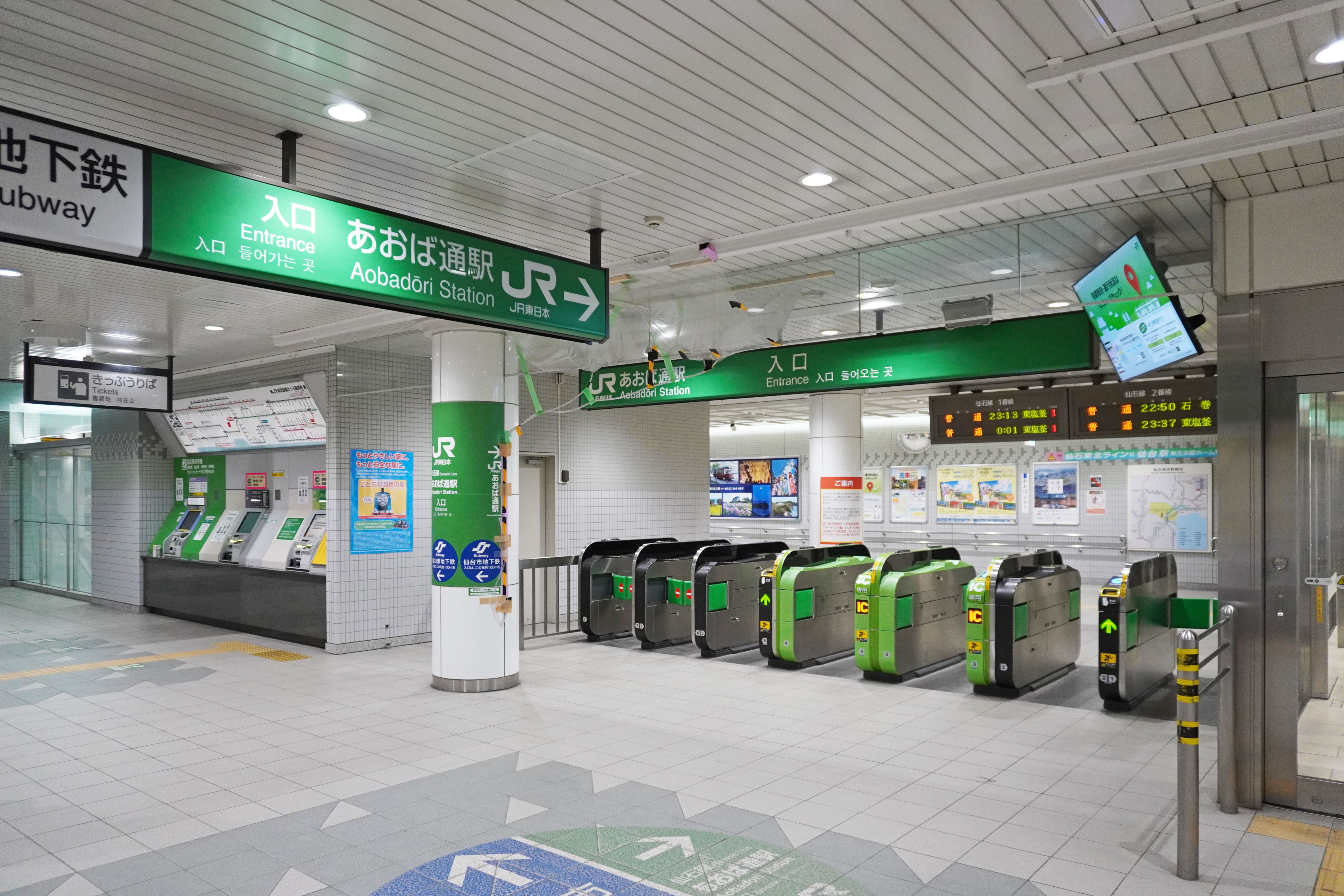
改札口（2023年5月）
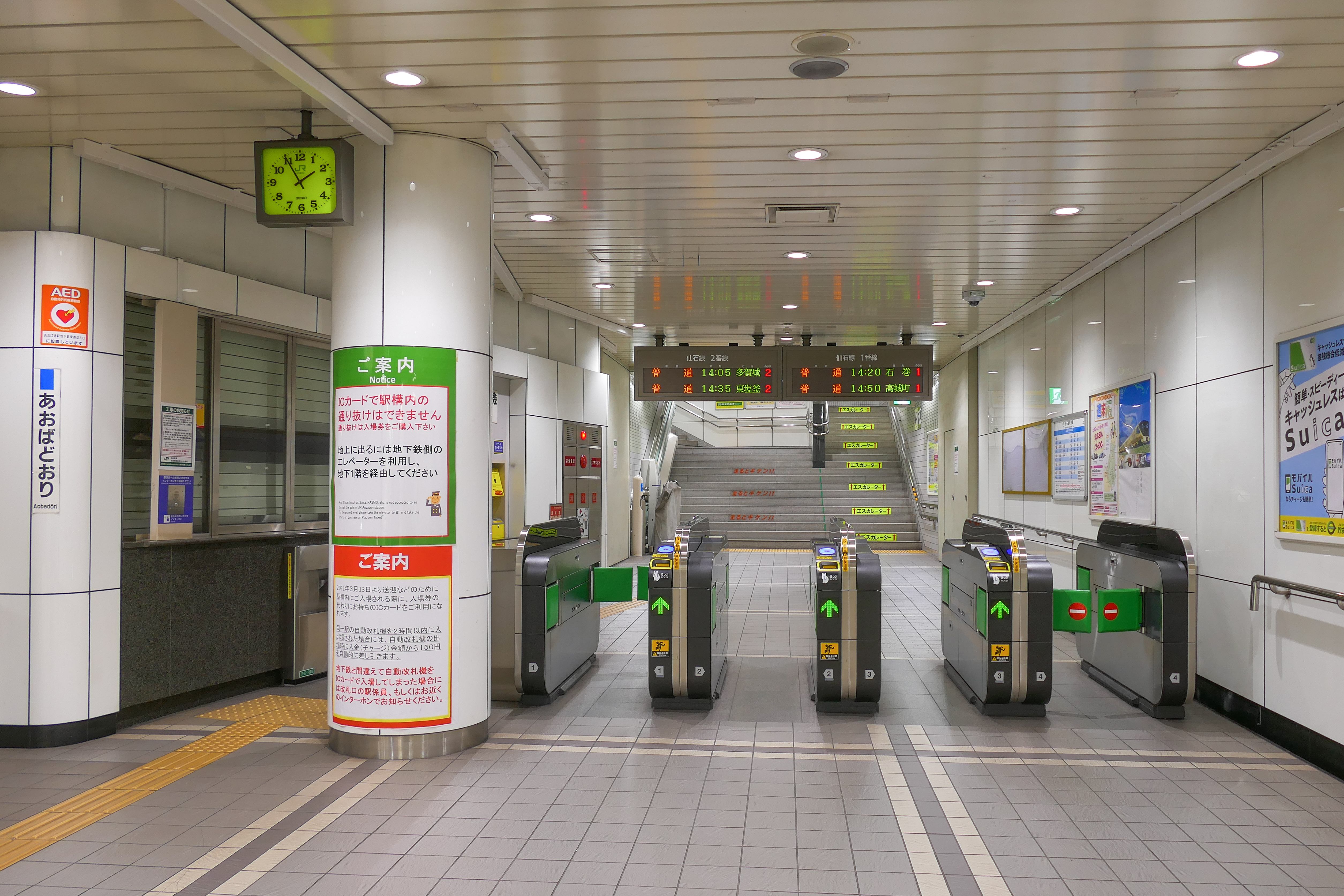
乗換改札口（2021年9月）
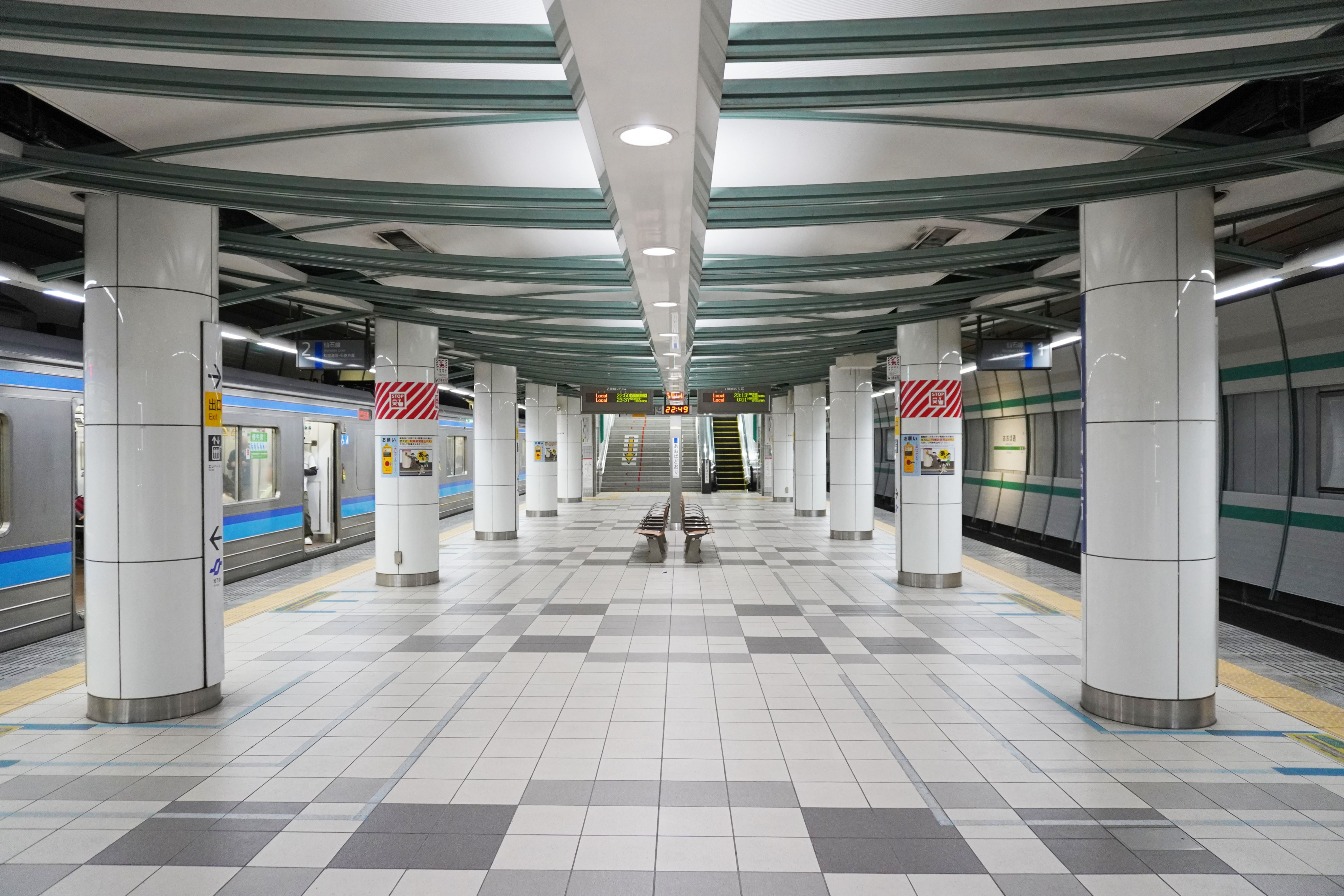
ホーム（2023年5月）

## 利用状況
JR東日本によると、2023年度（令和5年度）の1日平均乗車人員は19,792人である。
開業後の推移は以下のとおりである。
| 1日平均乗車人員推移 | 1日平均乗車人員推移 | 1日平均乗車人員推移 | 1日平均乗車人員推移 | 1日平均乗車人員推移 | 1日平均乗車人員推移 |
| 年度                | 定期外              | 定期                | 合計                | 出典                | 出典                |
| 年度                | 定期外              | 定期                | 合計                | JR東日本            | 仙台市              |
| ------------------- | ------------------- | ------------------- | ------------------- | ------------------- | ------------------- |
| 1999年（平成11年）  | 6,310               | 7,236               | 13,546              |                     | [ 市 1 ]            |
| 2000年（平成12年）  | 5,219               | 13,979              | 19,198              | [ J 2 ]             | [ 市 2 ]            |
| 2001年（平成13年）  | 5,281               | 14,602              | 19,884              | [ J 3 ]             | [ 市 3 ]            |
| 2002年（平成14年）  | 5,131               | 14,435              | 19,566              | [ J 4 ]             | [ 市 4 ]            |
| 2003年（平成15年）  | 5,054               | 14,836              | 19,890              | [ J 5 ]             | [ 市 5 ]            |
| 2004年（平成16年）  | 5,120               | 15,329              | 20,449              | [ J 6 ]             | [ 市 6 ]            |
| 2005年（平成17年）  | 5,365               | 15,835              | 21,200              | [ J 7 ]             | [ 市 7 ]            |
| 2006年（平成18年）  | 5,119               | 16,179              | 21,298              | [ J 8 ]             | [ 市 8 ]            |
| 2007年（平成19年）  | 5,132               | 16,403              | 21,535              | [ J 9 ]             | [ 市 9 ]            |
| 2008年（平成20年）  |                     |                     | 21,587              | [ J 10 ]            | [ 市 10 ]           |
| 2009年（平成21年）  |                     |                     | 21,155              | [ J 11 ]            | [ 市 11 ]           |
| 2010年（平成22年）  |                     |                     | 20,180              | [ J 12 ]            | [ 市 12 ]           |
| 2011年（平成23年）  | 非公表              | 非公表              | 非公表              |                     | [ 市 13 ]           |
| 2012年（平成24年）  | 4,583               | 14,858              | 19,441              | [ J 13 ]            | [ 市 14 ]           |
| 2013年（平成25年）  | 4,878               | 15,582              | 20,461              | [ J 14 ]            | [ 市 15 ]           |
| 2014年（平成26年）  | 4,821               | 15,581              | 20,403              | [ J 15 ]            | [ 市 16 ]           |
| 2015年（平成27年）  | 5,056               | 16,275              | 21,332              | [ J 16 ]            | [ 市 17 ]           |
| 2016年（平成28年）  | 4,952               | 17,073              | 22,026              | [ J 17 ]            | [ 市 18 ]           |
| 2017年（平成29年）  | 5,047               | 17,297              | 22,345              | [ J 18 ]            | [ 市 19 ]           |
| 2018年（平成30年）  | 4,963               | 17,687              | 22,651              | [ J 19 ]            | [ 市 20 ]           |
| 2019年（令和元年）  | 4,836               | 17,909              | 22,745              | [ J 20 ]            | [ 市 21 ]           |
| 2020年（令和02年）  | 3,018               | 15,214              | 18,232              | [ J 21 ]            | [ 市 22 ]           |
| 2021年（令和03年）  | 3,277               | 14,945              | 18,223              | [ J 22 ]            | [ 市 23 ]           |
| 2022年（令和04年）  | 3,738               | 15,249              | 18,987              | [ J 23 ]            | [ 市 24 ]           |
| 2023年（令和05年）  | 4,065               | 15,727              | 19,792              | [ J 1 ]             | [ 市 25 ]           |

一日平均乗車人員（単位：人/日）
- JR東日本・東北地区の駅では仙台駅に次ぐ第2位。
- 1999年度（平成11年度）は、開業日である2000年3月11日から同年3月31日までの計21日間を集計したデータ。
- 2011年度（平成23年度）は、東北地方太平洋沖地震（東日本大震災）の影響から統計値が公表されていない[市 13]。

## 駅周辺
駅周辺には都市銀行の支店などが多く立ち並ぶ。
上りの「あおば通駅」バス停は当駅開業前から存在するものであり、2015年（平成27年）12月5日までは「仙台駅前」降車場と称した。電力ビルおよび青葉通一番町方面からの仙台駅を終点とする仙台市営バスのみが停車する。
下りの「あおば通駅」バス停は霊屋橋・晩翠通方面へ向かう仙台市営バスが停車するほか、東北アクセスの高速バス降車停留所としても利用されている。
- 三菱UFJ銀行仙台支店・仙台中央支店[注 2]
- 秋田銀行仙台支店
- 三井住友信託銀行仙台支店・仙台あおば支店[注 3]
- あおぞら銀行仙台支店
- 三井住友銀行仙台支店
- 岩手銀行仙台営業部
- 七十七銀行本店
- 仙台銀行本店
- 読売仙台ビル
  - 読売新聞東京本社東北総局
  - イオン仙台店（旧ダイエー仙台店）
- ドン・キホーテ 仙台駅西口本店
- 日本郵政グループ仙台ビル
- 仙台中央三郵便局
- あおば通駅バスのりば（仙台駅前バスプール行/八木山・晩翠通方面)
- 仙台駅前バスのりば（64、98）
- VIESTA仙台
- ホテル京阪仙台
- 仙台市立東二番丁小学校

## 隣の駅
東日本旅客鉄道（JR東日本）
■仙石線
あおば通駅 - 仙台駅

### 記事本文